# Lista siturilor arheologice din județul Alba - A
Lista siturilor arheologice din județul Alba - A conține toate siturile arheologice din județul Alba înscrise în Repertoriul Arheologic Național (RAN) și aflate în localități al căror nume începe cu litera A. RAN este administrat de Institutul Național al Patrimoniului și cuprinde date științifice, cartografice, topografice, imagini și planuri, precum și orice alte informații privitoare la zonele cu potențial arheologic, studiate sau nu, încă existente sau dispărute.
Puteți căuta un sit din localitățile care încep cu litera A folosind formularul de mai jos sau puteți naviga prin toate siturile din județ la Lista siturilor arheologice din județul Alba.
| Cod RAN                                  | Denumire | Localitate                                           | Adresă                                                                 | Datare                                        | Descoperit     | Coordonate                                              | Imagine           | Erori            |
| ---------------------------------------- | --- | ---------------------------------------------------- | ---------------------------------------------------------------------- | --------------------------------------------- | -------------- | ------------------------------------------------------- | ----------------- | ---------------- |
| 1160.02.01 (Cod LMI: AB-I-s-B-00006)     | Castellum de la Abrud - "Cetățeaua" / ansamblu anonim (Categorie: locuire militară) (Tip: Fortificație)                                                                                        | oraș Abrud                                           | Cetățuia                                                               | sec. II - III                                 |                | 46°16′20″N 23°04′07″E / 46.2722257167°N 23.0686435917°E | Încărcați imagine | Raportați eroare |
| 1160.02.01 (Cod LMI: AB-I-s-B-00006)     | Castellum de la Abrud - "Cetățeaua" / complex anonim (Categorie: locuire militară) (Tip: șanț de apărare)                                                                                      | oraș Abrud                                           | Cetățuia                                                               |                                               |                | 46°16′20″N 23°04′07″E / 46.2722257167°N 23.0686435917°E | Încărcați imagine | Raportați eroare |
| 1026.01.01 (Cod LMI: AB-I-m-A-00001.01)  | Așezarea civilă și castrul legiunii a XIII-a Gemina de la Alba Iulia (Porta Principalis Dextra) / ansamblu Castrul Legiunii a XIII-a Gemina (Categorie: locuire) (Tip: Castru)                 | municipiul Alba Iulia                                |                                                                        | sec. II - IV                                  |                | 46°04′05″N 23°34′23″E / 46.06805°N 23.57306°E           | Încărcați imagine | Raportați eroare |
| 1026.01.02 (Cod LMI: AB-I-m-A-00001.02)  | Așezarea civilă și castrul legiunii a XIII-a Gemina de la Alba Iulia (Porta Principalis Dextra) / ansamblu anonim (Categorie: locuire) (Tip: Așezare civilă)                                   | municipiul Alba Iulia                                |                                                                        | sec. II - IV                                  |                | 46°04′05″N 23°34′23″E / 46.06805°N 23.57306°E           | Încărcați imagine | Raportați eroare |
| 1026.03.01 (Cod LMI: AB-I-s-B-00003)     | Cimitirul roman de la Alba Iulia - "Podei" / ansamblu anonim (Categorie: descoperire funerară) (Tip: Necropolă)                                                                                | municipiul Alba Iulia                                | str. Izvor f.n., punct Podei                                           | sec. II -IV                                   |                |                                                         | Încărcați imagine | Raportați eroare |
| 1026.05.01 (Cod LMI: AB-I-m-A-00005)     | Situl arheologic de la Alba Iulia - "Lumea Nouă" / ansamblu anonim (Categorie: locuire civilă) (Tip: Așezare)                                                                                  | municipiul Alba Iulia                                | Lumea Nouă                                                             | Petrești                                      |                | 46°04′57″N 23°34′07″E / 46.0825°N 23.56861°E            | Încărcați imagine | Raportați eroare |
| 1026.05.01 (Cod LMI: AB-I-m-A-00005)     | Situl arheologic de la Alba Iulia - "Lumea Nouă" / complex B1 (Categorie: locuire civilă) (Tip: bordei)                                                                                        | municipiul Alba Iulia                                | Lumea Nouă                                                             | Petrești                                      |                | 46°04′57″N 23°34′07″E / 46.0825°N 23.56861°E            | Încărcați imagine | Raportați eroare |
| 1026.05.02 (Cod LMI: AB-I-m-A-00005)     | Situl arheologic de la Alba Iulia - "Lumea Nouă" / ansamblu anonim (Categorie: locuire civilă) (Tip: Așezare)                                                                                  | municipiul Alba Iulia                                | Lumea Nouă                                                             | Starčevo - Criș                               |                | 46°04′57″N 23°34′07″E / 46.0825°N 23.56861°E            | Încărcați imagine | Raportați eroare |
| 1026.05.03 (Cod LMI: AB-I-m-A-00005)     | Situl arheologic de la Alba Iulia - "Lumea Nouă" / ansamblu anonim (Categorie: locuire civilă) (Tip: Așezare)                                                                                  | municipiul Alba Iulia                                | Lumea Nouă                                                             | Turdaș                                        |                | 46°04′57″N 23°34′07″E / 46.0825°N 23.56861°E            | Încărcați imagine | Raportați eroare |
| 1026.05.04 (Cod LMI: AB-I-m-A-00005)     | Situl arheologic de la Alba Iulia - "Lumea Nouă" / ansamblu anonim (Categorie: locuire civilă) (Tip: Așezare)                                                                                  | municipiul Alba Iulia                                | Lumea Nouă                                                             | ceramicii liniare                             |                | 46°04′57″N 23°34′07″E / 46.0825°N 23.56861°E            | Încărcați imagine | Raportați eroare |
| 1026.05.05 (Cod LMI: AB-I-m-A-00005)     | Situl arheologic de la Alba Iulia - "Lumea Nouă" / ansamblu anonim (Categorie: locuire civilă) (Tip: Așezare)                                                                                  | municipiul Alba Iulia                                | Lumea Nouă                                                             | Precucuteni                                   |                | 46°04′57″N 23°34′07″E / 46.0825°N 23.56861°E            | Încărcați imagine | Raportați eroare |
| 1026.05.06 (Cod LMI: AB-I-m-A-00005)     | Situl arheologic de la Alba Iulia - "Lumea Nouă" / ansamblu anonim (Categorie: locuire civilă) (Tip: necropola)                                                                                | municipiul Alba Iulia                                | Lumea Nouă                                                             | Petrești                                      |                | 46°04′57″N 23°34′07″E / 46.0825°N 23.56861°E            | Încărcați imagine | Raportați eroare |
| 1222.01.01 (Cod LMI: AB-I-m-B-00007.05)  | Situl arheologic de la Aiud-Garda / ansamblu anonim (Categorie: locuire civilă) (Tip: Așezare)                                                                                                 | municipiul Aiud                                      | Garda                                                                  | Tiszapolgár                                   |                |                                                         | Încărcați imagine | Raportați eroare |
| 1222.01.02 (Cod LMI: AB-I-m-B-00007.04)  | Situl arheologic de la Aiud-Garda / ansamblu anonim (Categorie: locuire civilă) (Tip: Așezare)                                                                                                 | municipiul Aiud                                      | Garda                                                                  | Coțofeni                                      |                |                                                         | Încărcați imagine | Raportați eroare |
| 1222.01.03 (Cod LMI: AB-I-m-B-00007.03)  | Situl arheologic de la Aiud-Garda / ansamblu anonim (Categorie: locuire civilă) (Tip: Așezare)                                                                                                 | municipiul Aiud                                      | Garda                                                                  | Wietenberg                                    |                |                                                         | Încărcați imagine | Raportați eroare |
| 1222.01.04 (Cod LMI: AB-I-m-B-00007.02)  | Situl arheologic de la Aiud-Garda / ansamblu anonim (Categorie: locuire civilă) (Tip: Așezare)                                                                                                 | municipiul Aiud                                      | Garda                                                                  |                                               |                |                                                         | Încărcați imagine | Raportați eroare |
| 1222.01.05 (Cod LMI: AB-I-m-B-00007.01)  | Situl arheologic de la Aiud-Garda / ansamblu anonim (Categorie: locuire civilă) (Tip: Așezare)                                                                                                 | municipiul Aiud                                      | Garda                                                                  | dacică cca. sec. III a.Chr. - I p.Chr.        |                |                                                         | Încărcați imagine | Raportați eroare |
| 1222.03.01 (Cod LMI: AB-I-s-B-00009)     | Orașul roman Brucla - Aiud / ansamblu Orașul roman Brucla (Categorie: locuire civilă) (Tip: Așezare urbană)                                                                                    | municipiul Aiud                                      |                                                                        | sec. II - III                                 |                |                                                         | Încărcați imagine | Raportați eroare |
| 5595.02.01 (Cod LMI: AB-I-s-B-00011)     | Așezarea din epoca bronzului de la Ampoița - "Piatra boului" / ansamblu anonim (Categorie: locuire civilă) (Tip: Așezare)                                                                      | sat Ampoița, comuna Meteș                            | Piatra boului                                                          |                                               |                |                                                         | Încărcați imagine | Raportați eroare |
| 1222.04.01 (Cod LMI: AB-I-s-B-00008)     | Situl arheologic de la Aiud - "Cetățuie" / ansamblu anonim (Categorie: locuire civilă) (Tip: Așezare)                                                                                          | municipiul Aiud                                      | Cetățuie                                                               | Coțofeni                                      | 1976           | 46°16′45″N 23°42′47″E / 46.27917°N 23.71305°E           | Încărcați imagine | Raportați eroare |
| 1222.04.02 (Cod LMI: AB-I-m-B-00008.06)  | Situl arheologic de la Aiud - "Cetățuie" / ansamblu anonim (Categorie: locuire civilă) (Tip: Așezare)                                                                                          | municipiul Aiud                                      | Cetățuie                                                               | Wietenberg                                    | 1976           | 46°16′45″N 23°42′47″E / 46.27917°N 23.71305°E           | Încărcați imagine | Raportați eroare |
| 1222.04.03 (Cod LMI: AB-I-m-B-00008.04)  | Situl arheologic de la Aiud - "Cetățuie" / ansamblu anonim (Categorie: locuire civilă) (Tip: Așezare)                                                                                          | municipiul Aiud                                      | Cetățuie                                                               | Basarabi                                      | 1976           | 46°16′45″N 23°42′47″E / 46.27917°N 23.71305°E           | Încărcați imagine | Raportați eroare |
| 1222.04.03 (Cod LMI: AB-I-m-B-00008.04)  | Situl arheologic de la Aiud - "Cetățuie" / complex anonim (Categorie: locuire civilă) (Tip: locuință)                                                                                          | municipiul Aiud                                      | Cetățuie                                                               | Basarabi                                      | 1976           | 46°16′45″N 23°42′47″E / 46.27917°N 23.71305°E           | Încărcați imagine | Raportați eroare |
| 1222.04.04 (Cod LMI: AB-I-s-B-00008)     | Situl arheologic de la Aiud - "Cetățuie" / ansamblu anonim (Categorie: locuire civilă) (Tip: Așezare)                                                                                          | municipiul Aiud                                      | Cetățuie                                                               | sec.VIII                                      | 1976           | 46°16′45″N 23°42′47″E / 46.27917°N 23.71305°E           | Încărcați imagine | Raportați eroare |
| 1222.04.05 (Cod LMI: AB-I-m-B-00008.05)  | Situl arheologic de la Aiud - "Cetățuie" / ansamblu anonim (Categorie: locuire civilă) (Tip: Așezare)                                                                                          | municipiul Aiud                                      | Cetățuie                                                               | Turdaș                                        | 1976           | 46°16′45″N 23°42′47″E / 46.27917°N 23.71305°E           | Încărcați imagine | Raportați eroare |
| 1222.04.06 (Cod LMI: AB-I-s-B-00008)     | Situl arheologic de la Aiud - "Cetățuie" / ansamblu anonim (Categorie: locuire civilă) (Tip: Așezare)                                                                                          | municipiul Aiud                                      | Cetățuie                                                               | Bodrogkeresztur                               | 1976           | 46°16′45″N 23°42′47″E / 46.27917°N 23.71305°E           | Încărcați imagine | Raportați eroare |
| 1222.04.07 (Cod LMI: AB-I-m-B-00008.03)  | Situl arheologic de la Aiud - "Cetățuie" / ansamblu anonim (Categorie: locuire civilă) (Tip: Așezare)                                                                                          | municipiul Aiud                                      | Cetățuie                                                               |                                               | 1976           | 46°16′45″N 23°42′47″E / 46.27917°N 23.71305°E           | Încărcați imagine | Raportați eroare |
| 1222.04.08 (Cod LMI: AB-I-m-B-00008.02)  | Situl arheologic de la Aiud - "Cetățuie" / ansamblu anonim (Categorie: locuire civilă) (Tip: Așezare)                                                                                          | municipiul Aiud                                      | Cetățuie                                                               | sec. II-III                                   | 1976           | 46°16′45″N 23°42′47″E / 46.27917°N 23.71305°E           | Încărcați imagine | Raportați eroare |
| 1222.04.09 (Cod LMI: AB-I-m-B-00008.01)  | Situl arheologic de la Aiud - "Cetățuie" / ansamblu anonim (Categorie: locuire civilă) (Tip: Așezare)                                                                                          | municipiul Aiud                                      | Cetățuie                                                               | sec. IV-VI                                    | 1976           | 46°16′45″N 23°42′47″E / 46.27917°N 23.71305°E           | Încărcați imagine | Raportați eroare |
| 1026.09.02 (Cod LMI: AB-I-s-A-00002)     | Situl arheologic de la Alba Iulia - "str. Arhimandrit Iuliu Hossu" / ansamblu anonim (Categorie: locuire) (Tip: Zid de incintă)                                                                | municipiul Alba Iulia                                | str. Brândușei                                                         | romană sec. III                               | 1997           | 46°03′35″N 23°33′19″E / 46.05972°N 23.55528°E           | Încărcați imagine | Raportați eroare |
| 1026.09.01 (Cod LMI: AB-I-s-A-00002)     | Situl arheologic de la Alba Iulia - "str. Arhimandrit Iuliu Hossu" / ansamblu anonim (Categorie: locuire) (Tip: Necropolă de inhumație)                                                        | municipiul Alba Iulia                                | str. Brândușei                                                         | sec. X-XI                                     | 1997           | 46°03′35″N 23°33′19″E / 46.05972°N 23.55528°E           | Încărcați imagine | Raportați eroare |
| 1026.02.01 (Cod LMI: AB-I-s-A-00002)     | Situl arheologic de la Alba Iulia-Colonia Aurelia Apulensis / ansamblu Colonia Aurelia Apulensis (Categorie: locuire civilă) (Tip: așezare urbană)                                             | municipiul Alba Iulia                                | Colonia Aurelia Apulensis                                              | sec. I-III                                    |                | 46°02′41″N 23°33′56″E / 46.04472°N 23.56556°E           | Încărcați imagine | Raportați eroare |
| 1026.07.01                               | Catedrala romano-catolică de la Alba Iulia / ansamblu anonim (Categorie: structură de cult/religioasă) (Tip: Zid)                                                                              | municipiul Alba Iulia                                | str. Mihai Viteazu, nr. 19, punct Catedrala romano-catolică            |                                               | 1903? 1997     |                                                         | Încărcați imagine | Raportați eroare |
| 1026.07.02                               | Catedrala romano-catolică de la Alba Iulia / ansamblu anonim (Categorie: structură de cult/religioasă) (Tip: Morminte)                                                                         | municipiul Alba Iulia                                | str. Mihai Viteazu, nr. 19, punct Catedrala romano-catolică            | sec.XIII-XVII                                 | 1903? 1997     |                                                         | Încărcați imagine | Raportați eroare |
| 1026.07.03                               | Catedrala romano-catolică de la Alba Iulia / ansamblu anonim (Categorie: structură de cult/religioasă) (Tip: Așezare)                                                                          | municipiul Alba Iulia                                | str. Mihai Viteazu, nr. 19, punct Catedrala romano-catolică            | sec.VII-XVIII                                 | 1903? 1997     |                                                         | Încărcați imagine | Raportați eroare |
| 1026.07.04                               | Catedrala romano-catolică de la Alba Iulia / ansamblu anonim (Categorie: structură de cult/religioasă) (Tip: Catedrală)                                                                        | municipiul Alba Iulia                                | str. Mihai Viteazu, nr. 19, punct Catedrala romano-catolică            |                                               | 1903? 1997     |                                                         | Încărcați imagine | Raportați eroare |
| 1026.08.01 (Cod LMI: AB-II-m-A-00130.01) | Ansamblul Palatului Episcopiei romano-catolice din Alba Iulia / ansamblu anonim (Categorie: construcție) (Tip: Palat)                                                                          | municipiul Alba Iulia                                | str. Mihai Viteazul nr. 21, punct Palatul Episcopal                    | sec. XVII-XVII                                | 1903 ? 1997    | 46°04′02″N 23°43′07″E / 46.06722°N 23.71861°E           | Încărcați imagine | Raportați eroare |
| 1026.08.02 (Cod LMI: AB-II-m-A-00130.02) | Ansamblul Palatului Episcopiei romano-catolice din Alba Iulia / ansamblu anonim (Categorie: construcție) (Tip: Zid de incintă)                                                                 | municipiul Alba Iulia                                | str. Mihai Viteazul nr. 21, punct Palatul Episcopal                    | sec. XVII-XVII                                | 1903 ? 1997    | 46°04′02″N 23°43′07″E / 46.06722°N 23.71861°E           | Încărcați imagine | Raportați eroare |
| 1026.10.01 (Cod LMI: AB-I-s-A-00002)     | Situl arheologic de la Alba Iulia - "Izvorul Împăratului" / ansamblu anonim (Categorie: locuire civilă) (Tip: Așezare)                                                                         | municipiul Alba Iulia                                | str. Brândușei, f.n., punct Izvorul Împăratului                        | Basarabi                                      |                | 46°05′17″N 23°26′13″E / 46.08805°N 23.43694°E           | Încărcați imagine | Raportați eroare |
| 1026.10.01 (Cod LMI: AB-I-s-A-00002)     | Situl arheologic de la Alba Iulia - "Izvorul Împăratului" / complex anonim (Categorie: locuire civilă) (Tip: bordei)                                                                           | municipiul Alba Iulia                                | str. Brândușei, f.n., punct Izvorul Împăratului                        |                                               |                | 46°05′17″N 23°26′13″E / 46.08805°N 23.43694°E           | Încărcați imagine | Raportați eroare |
| 1026.10.02 (Cod LMI: AB-I-s-A-00002)     | Situl arheologic de la Alba Iulia - "Izvorul Împăratului" / ansamblu anonim (Categorie: locuire civilă) (Tip: Așezare)                                                                         | municipiul Alba Iulia                                | str. Brândușei, f.n., punct Izvorul Împăratului                        | Bratei sec.V                                  |                | 46°05′17″N 23°26′13″E / 46.08805°N 23.43694°E           | Încărcați imagine | Raportați eroare |
| 1026.10.02 (Cod LMI: AB-I-s-A-00002)     | Situl arheologic de la Alba Iulia - "Izvorul Împăratului" / complex anonim (Categorie: locuire civilă) (Tip: groapă provizii)                                                                  | municipiul Alba Iulia                                | str. Brândușei, f.n., punct Izvorul Împăratului                        | Bratei sec.V p.Chr.                           |                | 46°05′17″N 23°26′13″E / 46.08805°N 23.43694°E           | Încărcați imagine | Raportați eroare |
| 1026.10.03 (Cod LMI: AB-I-s-A-00002)     | Situl arheologic de la Alba Iulia - "Izvorul Împăratului" / ansamblu anonim (Categorie: locuire civilă) (Tip: Necropolă de inhumație)                                                          | municipiul Alba Iulia                                | str. Brândușei, f.n., punct Izvorul Împăratului                        | sec.X                                         |                | 46°05′17″N 23°26′13″E / 46.08805°N 23.43694°E           | Încărcați imagine | Raportați eroare |
| 1026.10.04 (Cod LMI: AB-I-s-A-00002)     | Situl arheologic de la Alba Iulia - "Izvorul Împăratului" / ansamblu Drumul Sarmizegetusa - Apulum (Categorie: locuire civilă) (Tip: Drum)                                                     | municipiul Alba Iulia                                | str. Brândușei, f.n., punct Izvorul Împăratului                        |                                               |                | 46°05′17″N 23°26′13″E / 46.08805°N 23.43694°E           | Încărcați imagine | Raportați eroare |
| 1026.10.05 (Cod LMI: AB-I-s-A-00002)     | Situl arheologic de la Alba Iulia - "Izvorul Împăratului" / ansamblu anonim (Categorie: locuire civilă) (Tip: Mormânt)                                                                         | municipiul Alba Iulia                                | str. Brândușei, f.n., punct Izvorul Împăratului                        |                                               |                | 46°05′17″N 23°26′13″E / 46.08805°N 23.43694°E           | Încărcați imagine | Raportați eroare |
| 1026.10.06 (Cod LMI: AB-I-s-A-00002)     | Situl arheologic de la Alba Iulia - "Izvorul Împăratului" / ansamblu anonim (Categorie: locuire civilă) (Tip: Așezare)                                                                         | municipiul Alba Iulia                                | str. Brândușei, f.n., punct Izvorul Împăratului                        | sec. II-III                                   |                | 46°05′17″N 23°26′13″E / 46.08805°N 23.43694°E           | Încărcați imagine | Raportați eroare |
| 1026.06.01 (Cod LMI: AB-I-s-A-00002)     | Situl arheologic de la Apulum - "Partoș I" / ansamblu anonim (Categorie: locuire civilă) (Tip: Așezare)                                                                                        | municipiul Alba Iulia                                | Str. Dacilor, punct Partoș I                                           |                                               |                | 46°02′45″N 23°33′44″E / 46.04583°N 23.56222°E           | Încărcați imagine | Raportați eroare |
| 1026.06.02 (Cod LMI: AB-I-s-A-00002)     | Situl arheologic de la Apulum - "Partoș I" / ansamblu anonim (Categorie: locuire civilă) (Tip: Așezare)                                                                                        | municipiul Alba Iulia                                | Str. Dacilor, punct Partoș I                                           | sec. VIII-IX                                  |                | 46°02′45″N 23°33′44″E / 46.04583°N 23.56222°E           | Încărcați imagine | Raportați eroare |
| 1026.06.03 (Cod LMI: AB-I-s-A-00002)     | Situl arheologic de la Apulum - "Partoș I" / ansamblu anonim (Categorie: locuire civilă) (Tip: necropola)                                                                                      | municipiul Alba Iulia                                | Str. Dacilor, punct Partoș I                                           |                                               |                | 46°02′45″N 23°33′44″E / 46.04583°N 23.56222°E           | Încărcați imagine | Raportați eroare |
| 1026.12.01 (Cod LMI: AB-I-s-A-00002)     | Situl arheologic de la Alba Iulia - "Sediul guvernatorului consular" / ansamblu anonim (Categorie: locuire civilă) (Tip: așezare urbană)                                                       | municipiul Alba Iulia                                | str. Munteniei nr.15-17, punct str. Munteniei nr.15-17                 | sec. I-III                                    |                | 46°03′56″N 23°34′38″E / 46.06556°N 23.57722°E           | Încărcați imagine | Raportați eroare |
| 1026.12.02 (Cod LMI: AB-I-s-A-00002)     | Situl arheologic de la Alba Iulia - "Sediul guvernatorului consular" / ansamblu anonim (Categorie: locuire civilă) (Tip: Așezare)                                                              | municipiul Alba Iulia                                | str. Munteniei nr.15-17, punct str. Munteniei nr.15-17                 | sec.XVI                                       |                | 46°03′56″N 23°34′38″E / 46.06556°N 23.57722°E           | Încărcați imagine | Raportați eroare |
| 1026.12.03 (Cod LMI: AB-I-s-A-00002)     | Situl arheologic de la Alba Iulia - "Sediul guvernatorului consular" / ansamblu anonim (Categorie: locuire civilă) (Tip: Așezare)                                                              | municipiul Alba Iulia                                | str. Munteniei nr.15-17, punct str. Munteniei nr.15-17                 |                                               |                | 46°03′56″N 23°34′38″E / 46.06556°N 23.57722°E           | Încărcați imagine | Raportați eroare |
| 1026.12.04 (Cod LMI: AB-I-s-A-00002)     | Situl arheologic de la Alba Iulia - "Sediul guvernatorului consular" / ansamblu anonim (Categorie: locuire civilă) (Tip: Așezare)                                                              | municipiul Alba Iulia                                | str. Munteniei nr.15-17, punct str. Munteniei nr.15-17                 |                                               |                | 46°03′56″N 23°34′38″E / 46.06556°N 23.57722°E           | Încărcați imagine | Raportați eroare |
| 2318.01..01                              | Necropola din bronzul timpuriu de la Almașu Mare - "La cruce" / ansamblu anonim (Categorie: descoperire funerară) (Tip: Necropolă tumulară)                                                    | sat Almașu Mare, comuna Almașu Mare                  | La Cruce                                                               |                                               | 2001           | 46°06′00″N 23°07′10″E / 46.1°N 23.11944°E               | Încărcați imagine | Raportați eroare |
| 2318.01..01                              | Necropola din bronzul timpuriu de la Almașu Mare - "La cruce" / complex M1 (Categorie: descoperire funerară) (Tip: mormânt de inhumație)                                                       | sat Almașu Mare, comuna Almașu Mare                  | La Cruce                                                               |                                               | 2001           | 46°06′00″N 23°07′10″E / 46.1°N 23.11944°E               | Încărcați imagine | Raportați eroare |
| 2318.02.01                               | Necropola tumulară de la Almașu Mare - "Picui" / ansamblu anonim (Categorie: descoperire funerară) (Tip: Necropolă tumulară)                                                                   | sat Almașu Mare, comuna Almașu Mare                  | Picui                                                                  |                                               | noiembrie 2000 |                                                         | Încărcați imagine | Raportați eroare |
| 2318.02.02                               | Necropola tumulară de la Almașu Mare - "Picui" / ansamblu anonim (Categorie: descoperire funerară) (Tip: Drum)                                                                                 | sat Almașu Mare, comuna Almașu Mare                  | Picui                                                                  |                                               | noiembrie 2000 |                                                         | Încărcați imagine | Raportați eroare |
| 2318.03.01                               | Situl arheologic de la Almașu Mare - "Peștera cu trei guri" / ansamblu anonim (Categorie: locuire civilă) (Tip: Așezare în peșteră)                                                            | sat Almașu Mare, comuna Almașu Mare                  | Peștera cu trei guri                                                   | Coțofeni                                      | noiembrie 2000 |                                                         | Încărcați imagine | Raportați eroare |
| 2318.03.02                               | Situl arheologic de la Almașu Mare - "Peștera cu trei guri" / ansamblu anonim (Categorie: locuire civilă) (Tip: Așezare)                                                                       | sat Almașu Mare, comuna Almașu Mare                  | Peștera cu trei guri                                                   |                                               | noiembrie 2000 |                                                         | Încărcați imagine | Raportați eroare |
| 1026.13.01 (Cod LMI: AB-I-s-A-00002)     | Sanctuarul lui Liber Pater de la Alba Iulia / ansamblu Sanctuarul lui Liber Pater (Categorie: structură de cult/religioasă) (Tip: Sanctuar)                                                    | municipiul Alba Iulia                                |                                                                        | romană sec. III                               |                | 46°03′02″N 23°33′47″E / 46.05056°N 23.56306°E           | Încărcați imagine | Raportați eroare |
| 1026.14.01 (Cod LMI: AB-I-s-A-00002)     | Situl arheologic din epoca romană de la Alba Iulia - "str. Calea Moților" / ansamblu anonim (Categorie: locuire) (Tip: Așezare)                                                                | municipiul Alba Iulia                                | str. Calea Moților, punct str. Calea Moților                           | sec. II                                       | 1999           | 46°04′37″N 23°33′58″E / 46.07695°N 23.56611°E           | Încărcați imagine | Raportați eroare |
| 1026.14.01 (Cod LMI: AB-I-s-A-00002)     | Situl arheologic din epoca romană de la Alba Iulia - "str. Calea Moților" / complex anonim (Categorie: locuire) (Tip: locuință)                                                                | municipiul Alba Iulia                                | str. Calea Moților, punct str. Calea Moților                           |                                               | 1999           | 46°04′37″N 23°33′58″E / 46.07695°N 23.56611°E           | Încărcați imagine | Raportați eroare |
| 1026.14.01 (Cod LMI: AB-I-s-A-00002)     | Situl arheologic din epoca romană de la Alba Iulia - "str. Calea Moților" / complex anonim (Categorie: locuire) (Tip: construcție)                                                             | municipiul Alba Iulia                                | str. Calea Moților, punct str. Calea Moților                           |                                               | 1999           | 46°04′37″N 23°33′58″E / 46.07695°N 23.56611°E           | Încărcați imagine | Raportați eroare |
| 1026.14.01 (Cod LMI: AB-I-s-A-00002)     | Situl arheologic din epoca romană de la Alba Iulia - "str. Calea Moților" / complex B.1 (Categorie: locuire) (Tip: bordei)                                                                     | municipiul Alba Iulia                                | str. Calea Moților, punct str. Calea Moților                           |                                               | 1999           | 46°04′37″N 23°33′58″E / 46.07695°N 23.56611°E           | Încărcați imagine | Raportați eroare |
| 1026.14.01 (Cod LMI: AB-I-s-A-00002)     | Situl arheologic din epoca romană de la Alba Iulia - "str. Calea Moților" / complex G. 3 (Categorie: locuire) (Tip: groapă)                                                                    | municipiul Alba Iulia                                | str. Calea Moților, punct str. Calea Moților                           |                                               | 1999           | 46°04′37″N 23°33′58″E / 46.07695°N 23.56611°E           | Încărcați imagine | Raportați eroare |
| 1026.14.02 (Cod LMI: AB-I-s-A-00002)     | Situl arheologic din epoca romană de la Alba Iulia - "str. Calea Moților" / ansamblu anonim (Categorie: locuire) (Tip: Așezare)                                                                | municipiul Alba Iulia                                | str. Calea Moților, punct str. Calea Moților                           | sec. XVI-XVII                                 | 1999           | 46°04′37″N 23°33′58″E / 46.07695°N 23.56611°E           | Încărcați imagine | Raportați eroare |
| 1026.14.03 (Cod LMI: AB-I-s-A-00002)     | Situl arheologic din epoca romană de la Alba Iulia - "str. Calea Moților" / ansamblu anonim (Categorie: locuire) (Tip: necropola)                                                              | municipiul Alba Iulia                                | str. Calea Moților, punct str. Calea Moților                           | sec. XVIII-XIX                                | 1999           | 46°04′37″N 23°33′58″E / 46.07695°N 23.56611°E           | Încărcați imagine | Raportați eroare |
| 1026.15.01 (Cod LMI: AB-I-s-A-00002)     | Situl arheologic din epoca romană de la Alba Iulia - "str. Dealul Furcilor" / ansamblu anonim (Categorie: locuire) (Tip: Locuire)                                                              | municipiul Alba Iulia                                | str. Dealul Furcilor, punct str. Dealul Furcilor                       |                                               | 1999           | 46°03′46″N 23°34′04″E / 46.06278°N 23.56778°E           | Încărcați imagine | Raportați eroare |
| 1026.15.01 (Cod LMI: AB-I-s-A-00002)     | Situl arheologic din epoca romană de la Alba Iulia - "str. Dealul Furcilor" / complex anonim (Categorie: locuire) (Tip: groapă)                                                                | municipiul Alba Iulia                                | str. Dealul Furcilor, punct str. Dealul Furcilor                       |                                               | 1999           | 46°03′46″N 23°34′04″E / 46.06278°N 23.56778°E           | Încărcați imagine | Raportați eroare |
| 1026.15.02 (Cod LMI: AB-I-s-A-00002)     | Situl arheologic din epoca romană de la Alba Iulia - "str. Dealul Furcilor" / ansamblu anonim (Categorie: locuire) (Tip: necropola)                                                            | municipiul Alba Iulia                                | str. Dealul Furcilor, punct str. Dealul Furcilor                       |                                               | 1999           | 46°03′46″N 23°34′04″E / 46.06278°N 23.56778°E           | Încărcați imagine | Raportați eroare |
| 1026.16.01 (Cod LMI: AB-I-s-A-00002)     | Situl arheologic din epoca romană de la Alba Iulia - "str. Dealul Furcilor" / ansamblu anonim (Categorie: locuire) (Tip: Sit)                                                                  | municipiul Alba Iulia                                | str. Dealul Furcilor                                                   |                                               | 1999           | 46°03′46″N 23°34′04″E / 46.06278°N 23.56778°E           | Încărcați imagine | Raportați eroare |
| 1026.16.01 (Cod LMI: AB-I-s-A-00002)     | Situl arheologic din epoca romană de la Alba Iulia - "str. Dealul Furcilor" / complex anonim (Categorie: locuire) (Tip: locuință)                                                              | municipiul Alba Iulia                                | str. Dealul Furcilor                                                   | sec. III                                      | 1999           | 46°03′46″N 23°34′04″E / 46.06278°N 23.56778°E           | Încărcați imagine | Raportați eroare |
| 5595.04.01                               | Așezarea eneolitică de la Ampoița - "Colțul Caprei" / ansamblu anonim (Categorie: locuire civilă) (Tip: Așezare)                                                                               | sat Ampoița, comuna Meteș                            | Colțul Caprei                                                          |                                               |                |                                                         | Încărcați imagine | Raportați eroare |
| 5595.03.01                               | Necropola tumulară din epoca bronzului de la Ampoița - "Peret" / ansamblu anonim (Categorie: descoperire funerară) (Tip: Necropolă tumulară)                                                   | sat Ampoița, comuna Meteș                            | Peret                                                                  | Coțofeni                                      |                |                                                         | Încărcați imagine | Raportați eroare |
| 5595.03.01                               | Necropola tumulară din epoca bronzului de la Ampoița - "Peret" / complex anonim (Categorie: descoperire funerară) (Tip: construcție)                                                           | sat Ampoița, comuna Meteș                            | Peret                                                                  | Coțofeni                                      |                |                                                         | Încărcați imagine | Raportați eroare |
| 5595.03.02                               | Necropola tumulară din epoca bronzului de la Ampoița - "Peret" / ansamblu anonim (Categorie: descoperire funerară) (Tip: Amenajare rituală)                                                    | sat Ampoița, comuna Meteș                            | Peret                                                                  | Coțofeni                                      |                |                                                         | Încărcați imagine | Raportați eroare |
| 1026.19.01 (Cod LMI: AB-I-s-A-00002)     | Necropola birituală - "Apulum II - Profi" / ansamblu anonim (Categorie: descoperire funerară) (Tip: Necropolă)                                                                                 | municipiul Alba Iulia                                | Apulum II - Profi                                                      | sec. II-III                                   |                | 46°04′47″N 23°33′48″E / 46.07972°N 23.56333°E           | Încărcați imagine | Raportați eroare |
| 1026.19.02 (Cod LMI: AB-I-s-A-00002)     | Necropola birituală - "Apulum II - Profi" / ansamblu anonim (Categorie: descoperire funerară) (Tip: necropola)                                                                                 | municipiul Alba Iulia                                | Apulum II - Profi                                                      | sec. VIII-XI                                  |                | 46°04′47″N 23°33′48″E / 46.07972°N 23.56333°E           | Încărcați imagine | Raportați eroare |
| 1026.20.01 (Cod LMI: AB-I-s-A-00002)     | Necropola de la Alba Iulia -"Stația de carburanți OMV" / ansamblu anonim (Categorie: descoperire funerară) (Tip: Necropolă birituală)                                                          | municipiul Alba Iulia                                | Stația de carburanți OMV                                               | sec. II-III                                   |                | 46°04′44″N 23°33′53″E / 46.07889°N 23.56472°E           | Încărcați imagine | Raportați eroare |
| 1026.20.02 (Cod LMI: AB-I-s-A-00002)     | Necropola de la Alba Iulia -"Stația de carburanți OMV" / ansamblu anonim (Categorie: descoperire funerară) (Tip: Necropolă de inhumație)                                                       | municipiul Alba Iulia                                | Stația de carburanți OMV                                               |                                               |                | 46°04′44″N 23°33′53″E / 46.07889°N 23.56472°E           | Încărcați imagine | Raportați eroare |
| 1160.01                                  | Brățara hallstattiană de la Abrud (Categorie: descoperire izolată) (Tip: obiect izolat) | oraș Abrud                                           |                                                                        |                                               |                |                                                         | Încărcați imagine | Raportați eroare |
| 1222.02.01                               | Așezarea de la Aiud - "Margina" / ansamblu anonim (Categorie: locuire civilă) (Tip: Așezare)                                                                                                   | municipiul Aiud                                      | Margina                                                                | Petrești                                      |                |                                                         | Încărcați imagine | Raportați eroare |
| 1231.01.01                               | Așezarea eneolitică de la Aiudul de Sus- Ieșire spre Margina / ansamblu anonim (Categorie: locuire civilă) (Tip: Așezare)                                                                      | localitate componentă Aiudul de Sus, municipiul Aiud | Ieșire spre Margina                                                    | Petrești                                      |                |                                                         | Încărcați imagine | Raportați eroare |
| 2318.04                                  | Unelte neolitice din piatră de la Almașu Mare (Categorie: descoperire izolată) (Tip: obiect izolat)                                                                                            | sat Almașu Mare, comuna Almașu Mare                  |                                                                        |                                               |                |                                                         | Încărcați imagine | Raportați eroare |
| 5238.01.01                               | Așezarea eneolitică de la Asinip - "În Mesă" / ansamblu anonim (Categorie: locuire civilă) (Tip: Așezare)                                                                                      | sat Asinip, comuna Lopadea Nouă                      | În Mesă                                                                | Petrești                                      |                |                                                         | Încărcați imagine | Raportați eroare |
| 1026.21.01 (Cod LMI: AB-I-s-A-00002)     | Situl arheologic din curtea Colegiului "Horea, Cloșca și Crișan" Situl arheologic din curtea colegiului "Horea, Cloșca și Crișan" / ansamblu anonim (Categorie: locuire civilă) (Tip: Așezare) | municipiul Alba Iulia                                | B-dul 1 Decembrie 1918, nr. 11, punct str. Macului nr. 4               | romană                                        |                | 46°03′57″N 23°33′44″E / 46.06583°N 23.56222°E           | Încărcați imagine | Raportați eroare |
| 1026.21.02 (Cod LMI: AB-I-s-A-00002)     | Situl arheologic din curtea Colegiului "Horea, Cloșca și Crișan" Situl arheologic din curtea colegiului "Horea, Cloșca și Crișan" / ansamblu anonim (Categorie: locuire civilă) (Tip: așezare) | municipiul Alba Iulia                                | B-dul 1 Decembrie 1918, nr. 11, punct str. Macului nr. 4               | sec. XI - XIII                                |                | 46°03′57″N 23°33′44″E / 46.06583°N 23.56222°E           | Încărcați imagine | Raportați eroare |
| 1026.22.01 (Cod LMI: AB-I-s-A-00002)     | Situl arheologic de la Alba Iulia-Întreprinderea Monolit SA (Dealul Furcilor) / ansamblu anonim(Dealul Furcilor) (Categorie: locuire civilă) (Tip: Așezare)                                    | municipiul Alba Iulia                                | Întreprinderea Monolit S.A., punct Întreprinderea Monolit SA           |                                               | 2003           | 46°03′48″N 23°33′48″E / 46.06333°N 23.56333°E           | Încărcați imagine | Raportați eroare |
| 1026.22.02 (Cod LMI: AB-I-s-A-00002)     | Situl arheologic de la Alba Iulia-Întreprinderea Monolit SA (Dealul Furcilor) / ansamblu anonim(Dealul Furcilor) (Categorie: locuire civilă) (Tip: Așezare)                                    | municipiul Alba Iulia                                | Întreprinderea Monolit S.A., punct Întreprinderea Monolit SA           | Wietenberg                                    | 2003           | 46°03′48″N 23°33′48″E / 46.06333°N 23.56333°E           | Încărcați imagine | Raportați eroare |
| 1026.22.03 (Cod LMI: AB-I-s-A-00002)     | Situl arheologic de la Alba Iulia-Întreprinderea Monolit SA (Dealul Furcilor) / ansamblu anonim(Dealul Furcilor) (Categorie: locuire civilă) (Tip: Așezare)                                    | municipiul Alba Iulia                                | Întreprinderea Monolit S.A., punct Întreprinderea Monolit SA           |                                               | 2003           | 46°03′48″N 23°33′48″E / 46.06333°N 23.56333°E           | Încărcați imagine | Raportați eroare |
| 1026.22.04 (Cod LMI: AB-I-s-A-00002)     | Situl arheologic de la Alba Iulia-Întreprinderea Monolit SA (Dealul Furcilor) / ansamblu anonim(Dealul Furcilor) (Categorie: locuire civilă) (Tip: Așezare)                                    | municipiul Alba Iulia                                | Întreprinderea Monolit S.A., punct Întreprinderea Monolit SA           |                                               | 2003           | 46°03′48″N 23°33′48″E / 46.06333°N 23.56333°E           | Încărcați imagine | Raportați eroare |
| 1026.22.05 (Cod LMI: AB-I-s-A-00002)     | Situl arheologic de la Alba Iulia-Întreprinderea Monolit SA (Dealul Furcilor) / ansamblu anonim(Dealul Furcilor) (Categorie: locuire civilă) (Tip: Așezare)                                    | municipiul Alba Iulia                                | Întreprinderea Monolit S.A., punct Întreprinderea Monolit SA           | Basarabi                                      | 2003           | 46°03′48″N 23°33′48″E / 46.06333°N 23.56333°E           | Încărcați imagine | Raportați eroare |
| 1026.25.01 (Cod LMI: AB-II-a-A-00088)    | Cetatea Alba Carolina / ansamblu Cetatea Alba Carolina (Categorie: locuire civilă) (Tip: Cetate)                                                                                               | municipiul Alba Iulia                                |                                                                        | 1714 - 1739                                   |                | 46°04′07″N 23°34′16″E / 46.06861°N 23.57111°E           | Încărcați imagine | Raportați eroare |
| 1026.23.01 (Cod LMI: AB-II-m-B-00089)    | Fosta pulberărie de la Alba Iulia / ansamblu Fosta pulberărie nr. 1 (Categorie: construcție) (Tip: Pulberărie)                                                                                 | municipiul Alba Iulia                                |                                                                        | sec. XVIII                                    |                |                                                         | Încărcați imagine | Raportați eroare |
| 1026.27.01 (Cod LMI: AB-II-m-A-00098)    | Fosta mănăstire a trinitarienilor de la Alba Iulia / ansamblu Fosta mănăstire a trinitarienilor (Categorie: structură de cult/religioasă) (Tip: Mănăstire)                                     | municipiul Alba Iulia                                | str. Bethlen Gabriel 1 - 3                                             | 1715 - 1736,1780                              |                | 46°04′12″N 23°34′15″E / 46.07°N 23.57083°E              | Încărcați imagine | Raportați eroare |
| 1026.28.01 (Cod LMI: AB-II-m-A-00099)    | Palatul Apor de la Alba Iulia / ansamblu Palatul Apor (Categorie: construcție) (Tip: Palat) | municipiul Alba Iulia                                | str. Bethlen Gabriel 5                                                 | sec. XVII                                     |                | 46°04′13″N 23°34′17″E / 46.07028°N 23.57139°E           | Încărcați imagine | Raportați eroare |
| 1222.08.02 (Cod LMI: AB-II-m-A-00172.04) | Cetatea medievală de la Aiud / ansamblu Incinta fortificată (Categorie: locuire civilă) (Tip: incinta)                                                                                         | municipiul Aiud                                      | Piața Consiliul Europei, punct La cetate                               | sec. XIII - XV                                |                | 46°18′35″N 23°43′02″E / 46.30972°N 23.71722°E           | Încărcați imagine | Raportați eroare |
| 1222.08.02 (Cod LMI: AB-II-m-A-00172.04) | Cetatea medievală de la Aiud / ansamblu Incinta fortificată / complex anonim (Categorie: locuire civilă) (Tip: bastion)                                                                        | municipiul Aiud                                      | Piața Consiliul Europei, punct La cetate                               | sec. XV                                       |                | 46°18′35″N 23°43′02″E / 46.30972°N 23.71722°E           | Încărcați imagine | Raportați eroare |
| 1222.08.02 (Cod LMI: AB-II-m-A-00172.04) | Cetatea medievală de la Aiud / ansamblu Incinta fortificată / complex anonim (Categorie: locuire civilă) (Tip: zid de incintă)                                                                 | municipiul Aiud                                      | Piața Consiliul Europei, punct La cetate                               | sec. XV                                       |                | 46°18′35″N 23°43′02″E / 46.30972°N 23.71722°E           | Încărcați imagine | Raportați eroare |
| 1222.08.03 (Cod LMI: AB-II-m-A-00172.01) | Cetatea medievală de la Aiud / ansamblu Castelul Bethlen (Categorie: locuire civilă) (Tip: Castel)                                                                                             | municipiul Aiud                                      | Piața Consiliul Europei, punct La cetate                               | sec. XV - XVI, cu modif. ulterioare           |                | 46°18′35″N 23°43′02″E / 46.30972°N 23.71722°E           | Încărcați imagine | Raportați eroare |
| 1222.08.04 (Cod LMI: AB-II-m-A-00172.03) | Cetatea medievală de la Aiud / ansamblu Capela evanghelică (Categorie: locuire civilă) (Tip: Capelă)                                                                                           | municipiul Aiud                                      | Piața Consiliul Europei, punct La cetate                               | Sec. XVIII-XIX                                |                | 46°18′35″N 23°43′02″E / 46.30972°N 23.71722°E           | Încărcați imagine | Raportați eroare |
| 1222.08.01 (Cod LMI: AB-II-a-A-00172)    | Cetatea medievală de la Aiud / ansamblu anonim (Categorie: locuire civilă) (Tip: Fortificație de pământ)                                                                                       | municipiul Aiud                                      | Piața Consiliul Europei, punct La cetate                               | sec. XI - XIII                                |                | 46°18′35″N 23°43′02″E / 46.30972°N 23.71722°E           | Încărcați imagine | Raportați eroare |
| 1026.04.02 (Cod LMI: AB-I-s-A-00002)     | Orașul roman Apulum de la Alba Iulia / ansamblu Orașul antic Apulum II (Categorie: locuire civilă) (Tip: așezare urbană)                                                                       | municipiul Alba Iulia                                |                                                                        |                                               | 1980-1983      | 46°05′17″N 23°26′13″E / 46.08805°N 23.43694°E           | Încărcați imagine | Raportați eroare |
| 1026.04.01 (Cod LMI: AB-I-s-A-00002)     | Orașul roman Apulum de la Alba Iulia / ansamblu Drumul lui Traian (Categorie: locuire civilă) (Tip: Drum)                                                                                      | municipiul Alba Iulia                                |                                                                        |                                               | 1980-1983      | 46°05′17″N 23°26′13″E / 46.08805°N 23.43694°E           | Încărcați imagine | Raportați eroare |
| 1026.42.01 (Cod LMI: AB-I-s-A-00002)     | Situl arheologic de la Alba Iulia - Dealul Furcilor / ansamblu anonim (Categorie: descoperire funerară) (Tip: Mormânt în cistă)                                                                | municipiul Alba Iulia                                | str. Izvor, f.n., punct Dealul Furcilor                                | sec. II-III p. Chr                            |                | 46°03′45″N 23°34′03″E / 46.0625°N 23.5675°E             | Încărcați imagine | Raportați eroare |
| 1026.42.01 (Cod LMI: AB-I-s-A-00002)     | Situl arheologic de la Alba Iulia - Dealul Furcilor / complex M1 (Categorie: descoperire funerară) (Tip: mormânt de inhumație)                                                                 | municipiul Alba Iulia                                | str. Izvor, f.n., punct Dealul Furcilor                                | sec. II-III p. Chr                            |                | 46°03′45″N 23°34′03″E / 46.0625°N 23.5675°E             | Încărcați imagine | Raportați eroare |
| 1026.42.02 (Cod LMI: AB-I-s-A-00002)     | Situl arheologic de la Alba Iulia - Dealul Furcilor / ansamblu Proprietatea N. Stanciu (Categorie: descoperire funerară) (Tip: Așezare)                                                        | municipiul Alba Iulia                                | str. Izvor, f.n., punct Dealul Furcilor                                | sec. II-III                                   |                | 46°03′45″N 23°34′03″E / 46.0625°N 23.5675°E             | Încărcați imagine | Raportați eroare |
| 1026.43.01 (Cod LMI: AB-I-s-A-00002)     | Situl arheologic de la Alba Iulia - B-dul Încoronării, nr. 26 / ansamblu anonim(Dealul Furcilor) (Categorie: locuire civilă) (Tip: Locuire)                                                    | municipiul Alba Iulia                                | B-dul Încoronării, nr. 26                                              | sec. II-III                                   |                | 46°03′47″N 23°34′05″E / 46.06306°N 23.56806°E           | Încărcați imagine | Raportați eroare |
| 1026.44.01 (Cod LMI: AB-I-s-B-00004)     | Cimitirul medieval de la Alba Iulia- Sf Mihail / ansamblu anonim (Categorie: descoperire funerară) (Tip: Cimitir)                                                                              | municipiul Alba Iulia                                | Sf. Mihail                                                             | sec. XI - XV                                  |                |                                                         | Încărcați imagine | Raportați eroare |
| 1026.45.01 (Cod LMI: AB-II-s-A-00091)    | Situl urban "Cetatea Alba Iulia" / ansamblu anonim (Categorie: locuire civilă) (Tip: Cetate)                                                                                                   | municipiul Alba Iulia                                |                                                                        | sec. XVIII-XX                                 |                |                                                         | Încărcați imagine | Raportați eroare |
| 1026.18.01                               | Necropola romană de la Alba Iulia-Proprietatea Ana Pașca / ansamblu anonim (Categorie: descoperire funerară) (Tip: necropola)                                                                  | municipiul Alba Iulia                                | Str. Izvorului f.n., punct proprietatea Ana Pașca                      | sec. III                                      |                |                                                         | Încărcați imagine | Raportați eroare |
| 1026.24.01                               | Așezarea Petrești de la Alba Iulia-stația Lukoil / ansamblu anonim (Categorie: locuire) (Tip: Așezare)                                                                                         | municipiul Alba Iulia                                | stația Lukoil                                                          | Petrești                                      |                |                                                         | Încărcați imagine | Raportați eroare |
| 1026.17.01                               | Necropola de la Alba iulia- Apulum II- Bulevardul Republicii / ansamblu anonim (Categorie: descoperire funerară) (Tip: necropola)                                                              | municipiul Alba Iulia                                | Bulevardul Republicii                                                  |                                               |                |                                                         | Încărcați imagine | Raportați eroare |
| 1026.17.02                               | Necropola de la Alba iulia- Apulum II- Bulevardul Republicii / ansamblu anonim (Categorie: descoperire funerară) (Tip: necropola)                                                              | municipiul Alba Iulia                                | Bulevardul Republicii                                                  | sec. X-XI                                     |                |                                                         | Încărcați imagine | Raportați eroare |
| 1026.58.01                               | Așezarea din epoca romană de la Alba Iulia-proprietatea Maria Dima / ansamblu anonim (Categorie: locuire) (Tip: Așezare)                                                                       | municipiul Alba Iulia                                | proprietatea Maria Dima                                                | romană sec. II-III                            |                |                                                         | Încărcați imagine | Raportați eroare |
| 1026.26.01                               | Necropola de la Dealul Furcilor-Întreprinderea "Apulum S.A." / ansamblu anonim (Categorie: descoperire funerară) (Tip: necropola)                                                              | municipiul Alba Iulia                                | str. Izvorului, punct Întreprinderea "Apulum S.A."                     | sec. I-III                                    |                |                                                         | Încărcați imagine | Raportați eroare |
| 1026.26.02                               | Necropola de la Dealul Furcilor-Întreprinderea "Apulum S.A." / ansamblu anonim (Categorie: descoperire funerară) (Tip: necropola)                                                              | municipiul Alba Iulia                                | str. Izvorului, punct Întreprinderea "Apulum S.A."                     |                                               |                |                                                         | Încărcați imagine | Raportați eroare |
| 1026.29.01                               | Așezarea medievalăă timpurie de la Alba Iulia-proprietatea lui Rus Elena Dora / ansamblu anonim (Categorie: locuire civilă) (Tip: Așezare)                                                     | municipiul Alba Iulia                                | str. Nicolae Labiș, punct proprietatea lui Rus Elena Dora              | sec. X-XI                                     |                |                                                         | Încărcați imagine | Raportați eroare |
| 1026.30.01                               | Situl arheologic de la Lumea Nouă-Centrul creștin P.I.E. / ansamblu anonim (Categorie: locuire) (Tip: Așezare)                                                                                 | municipiul Alba Iulia                                | Centrul Creștin P.I.E.                                                 | dacică                                        |                |                                                         | Încărcați imagine | Raportați eroare |
| 1026.30.02                               | Situl arheologic de la Lumea Nouă-Centrul creștin P.I.E. / ansamblu anonim (Categorie: locuire) (Tip: necropola)                                                                               | municipiul Alba Iulia                                | Centrul Creștin P.I.E.                                                 | gepidică sec. V-VI                            |                |                                                         | Încărcați imagine | Raportați eroare |
| 1026.31.01                               | Așezarea Petrești de la Alba Iulia-Ferma romano-catolică / ansamblu anonim (Categorie: locuire) (Tip: Așezare)                                                                                 | municipiul Alba Iulia                                | Ferma romano-catolică                                                  | Petrești                                      |                |                                                         | Încărcați imagine | Raportați eroare |
| 1026.32.01                               | Situl arheologic de la Alba Iulia-Bazinul Olimpic / ansamblu anonim (Categorie: locuire) (Tip: Mormânt de incinerație)                                                                         | municipiul Alba Iulia                                | Bazinul Olimpic                                                        | romană                                        |                |                                                         | Încărcați imagine | Raportați eroare |
| 1026.32.02                               | Situl arheologic de la Alba Iulia-Bazinul Olimpic / ansamblu anonim (Categorie: locuire) (Tip: Așezare)                                                                                        | municipiul Alba Iulia                                | Bazinul Olimpic                                                        | sec. V-VII                                    |                |                                                         | Încărcați imagine | Raportați eroare |
| 1026.32.03                               | Situl arheologic de la Alba Iulia-Bazinul Olimpic / ansamblu anonim (Categorie: locuire) (Tip: Așezare)                                                                                        | municipiul Alba Iulia                                | Bazinul Olimpic                                                        | sec. III a.Ch                                 |                |                                                         | Încărcați imagine | Raportați eroare |
| 1026.32.04                               | Situl arheologic de la Alba Iulia-Bazinul Olimpic / ansamblu anonim (Categorie: locuire) (Tip: Așezare)                                                                                        | municipiul Alba Iulia                                | Bazinul Olimpic                                                        |                                               |                |                                                         | Încărcați imagine | Raportați eroare |
| 1026.33.01                               | Situl arheologic de la Alba Iulia-Parcul Unirii / ansamblu anonim (Categorie: locuire) (Tip: necropola)                                                                                        | municipiul Alba Iulia                                | Parcul Unirii                                                          | sec. V-VI                                     |                |                                                         | Încărcați imagine | Raportați eroare |
| 1026.33.02                               | Situl arheologic de la Alba Iulia-Parcul Unirii / ansamblu anonim (Categorie: locuire) (Tip: Așezare)                                                                                          | municipiul Alba Iulia                                | Parcul Unirii                                                          | sec. XVI-XVII                                 |                |                                                         | Încărcați imagine | Raportați eroare |
| 1026.33.03                               | Situl arheologic de la Alba Iulia-Parcul Unirii / ansamblu anonim (Categorie: locuire) (Tip: Așezare)                                                                                          | municipiul Alba Iulia                                | Parcul Unirii                                                          | sec. II-III                                   |                |                                                         | Încărcați imagine | Raportați eroare |
| 1026.34.01                               | Situl arheologic de la Alba Iulia-str. Reg. V Vânători, nr.96 / ansamblu anonim (Categorie: locuire) (Tip: Așezare)                                                                            | municipiul Alba Iulia                                | str. Reg. V Vânători, nr.96, punct str. Reg. V Vânători, nr.96         | sec. XVIII-XIX                                |                |                                                         | Încărcați imagine | Raportați eroare |
| 1026.34.02                               | Situl arheologic de la Alba Iulia-str. Reg. V Vânători, nr.96 / ansamblu anonim (Categorie: locuire) (Tip: Așezare)                                                                            | municipiul Alba Iulia                                | str. Reg. V Vânători, nr.96, punct str. Reg. V Vânători, nr.96         | sec. II-III                                   |                |                                                         | Încărcați imagine | Raportați eroare |
| 1026.35.01                               | Villa Urbana de la Alba Iulia- str. Regimentul V Vânători nr.42 / ansamblu anonim (Categorie: construcție) (Tip: villa urbana)                                                                 | municipiul Alba Iulia                                | db, punct str. Regimentul V Vânători nr.42                             | romană sec. II-III                            |                |                                                         | Încărcați imagine | Raportați eroare |
| 1026.36.01                               | Situl arheologic de la Alba Iulia- Strada 9 Mai / ansamblu anonim (Categorie: locuire) (Tip: necropola)                                                                                        | municipiul Alba Iulia                                | Str. 9 Mai, punct Strada 9 Mai                                         |                                               |                |                                                         | Încărcați imagine | Raportați eroare |
| 1026.36.02                               | Situl arheologic de la Alba Iulia- Strada 9 Mai / ansamblu anonim (Categorie: locuire) (Tip: locuire)                                                                                          | municipiul Alba Iulia                                | Str. 9 Mai, punct Strada 9 Mai                                         | sec. II-III                                   |                |                                                         | Încărcați imagine | Raportați eroare |
| 1026.36.03                               | Situl arheologic de la Alba Iulia- Strada 9 Mai / ansamblu anonim (Categorie: locuire) (Tip: necropola)                                                                                        | municipiul Alba Iulia                                | Str. 9 Mai, punct Strada 9 Mai                                         |                                               |                |                                                         | Încărcați imagine | Raportați eroare |
| 1026.37.01                               | Situl arheologic de la Alba Iulia- str. Aurel Vlaicu / ansamblu anonim (Categorie: locuire) (Tip: Terme)                                                                                       | municipiul Alba Iulia                                | str. Aurel Vlaicu, punct str. Aurel Vlaicu                             | sec. II-III                                   |                |                                                         | Încărcați imagine | Raportați eroare |
| 1026.37.02                               | Situl arheologic de la Alba Iulia- str. Aurel Vlaicu / ansamblu anonim (Categorie: locuire) (Tip: Așezare)                                                                                     | municipiul Alba Iulia                                | str. Aurel Vlaicu, punct str. Aurel Vlaicu                             | sec. X                                        |                |                                                         | Încărcați imagine | Raportați eroare |
| 1026.37.03                               | Situl arheologic de la Alba Iulia- str. Aurel Vlaicu / ansamblu anonim (Categorie: locuire) (Tip: Așezare)                                                                                     | municipiul Alba Iulia                                | str. Aurel Vlaicu, punct str. Aurel Vlaicu                             | sec. XVI                                      |                |                                                         | Încărcați imagine | Raportați eroare |
| 1026.37.04                               | Situl arheologic de la Alba Iulia- str. Aurel Vlaicu / ansamblu anonim (Categorie: locuire) (Tip: Așezare)                                                                                     | municipiul Alba Iulia                                | str. Aurel Vlaicu, punct str. Aurel Vlaicu                             | romană sec. II-III                            |                |                                                         | Încărcați imagine | Raportați eroare |
| 1026.38.01                               | Așezarea medievală timpurie de la Alba Iulia- Str. Cetății / ansamblu anonim (Categorie: locuire) (Tip: Așezare)                                                                               | municipiul Alba Iulia                                | str. Cetății, punct str. Cetății                                       | sec. X                                        |                |                                                         | Încărcați imagine | Raportați eroare |
| 1026.39.01                               | Așezarea Petrești de la Alba Iulia- Str. Clujului / ansamblu anonim (Categorie: locuire) (Tip: Așezare)                                                                                        | municipiul Alba Iulia                                | str. Clujului, punct str. Clujului                                     | Petrești                                      |                |                                                         | Încărcați imagine | Raportați eroare |
| 1026.40.01                               | Situl arheologic de la Alba Iulia-str. Crișanei / ansamblu anonim (Categorie: locuire) (Tip: Așezare)                                                                                          | municipiul Alba Iulia                                | str. Crișanei, punct str. Crișanei                                     | sec. XX                                       |                |                                                         | Încărcați imagine | Raportați eroare |
| 1026.40.02                               | Situl arheologic de la Alba Iulia-str. Crișanei / ansamblu anonim (Categorie: locuire) (Tip: Așezare)                                                                                          | municipiul Alba Iulia                                | str. Crișanei, punct str. Crișanei                                     | romană sec. II-III                            |                |                                                         | Încărcați imagine | Raportați eroare |
| 1026.57.01                               | Situl arheologic de la Alba Iulia- str. Decebal / ansamblu anonim(Subcetate) (Categorie: locuire) (Tip: Așezare)                                                                               | municipiul Alba Iulia                                | str. Decebal, punct Str. Decebal                                       |                                               |                |                                                         | Încărcați imagine | Raportați eroare |
| 1026.57.02                               | Situl arheologic de la Alba Iulia- str. Decebal / ansamblu anonim(Subcetate) (Categorie: locuire) (Tip: Așezare)                                                                               | municipiul Alba Iulia                                | str. Decebal, punct Str. Decebal                                       |                                               |                |                                                         | Încărcați imagine | Raportați eroare |
| 1026.46.01                               | Așezarea romană de la Alba Iulia- str. Dimitrie Cantemir / ansamblu anonim (Categorie: locuire) (Tip: Așezare)                                                                                 | municipiul Alba Iulia                                | str. Dimitrie Cantemir nr.3, punct str. Dimitrie Cantemir              | romană sec. II-III                            |                |                                                         | Încărcați imagine | Raportați eroare |
| 1026.47.01                               | Situl arheologic de la Alba Iulia- Congregația Sf. Iosif / ansamblu anonim (Categorie: locuire) (Tip: Așezare)                                                                                 | municipiul Alba Iulia                                | str. Ferdinand I nr. 20, punct Congregația Sf. Iosif                   | sec. II-III                                   |                |                                                         | Încărcați imagine | Raportați eroare |
| 1026.47.02                               | Situl arheologic de la Alba Iulia- Congregația Sf. Iosif / ansamblu anonim (Categorie: locuire) (Tip: Așezare)                                                                                 | municipiul Alba Iulia                                | str. Ferdinand I nr. 20, punct Congregația Sf. Iosif                   | sec. XVIII-XIX                                |                |                                                         | Încărcați imagine | Raportați eroare |
| 1026.49.01                               | Așezarea romană de la Apulum- str. Glinca / ansamblu anonim (Categorie: locuire) (Tip: așezare urbană)                                                                                         | municipiul Alba Iulia                                | str. Glinca, punct str. Glinca                                         | sec. II-III                                   |                |                                                         | Încărcați imagine | Raportați eroare |
| 1026.50.01                               | Edificiul cu picturi și hypocaust de la Alba Iulia / ansamblu anonim (Categorie: construcție) (Tip: Clădire)                                                                                   | municipiul Alba Iulia                                | str. Încoronării nr. 39, punct str. Încoronării                        | sec. II-III                                   |                |                                                         | Încărcați imagine | Raportați eroare |
| 1026.51.01                               | Situl arheologic de la Alba Iulia-Str. Ion Lăncrănjan / ansamblu anonim (Categorie: locuire) (Tip: Așezare)                                                                                    | municipiul Alba Iulia                                | Str. Ion Lăncrănjan, punct Str. Ion Lăncrănjan                         | sec. II-III                                   |                |                                                         | Încărcați imagine | Raportați eroare |
| 1026.51.02                               | Situl arheologic de la Alba Iulia-Str. Ion Lăncrănjan / ansamblu anonim (Categorie: locuire) (Tip: Așezare)                                                                                    | municipiul Alba Iulia                                | Str. Ion Lăncrănjan, punct Str. Ion Lăncrănjan                         | sec. V                                        |                |                                                         | Încărcați imagine | Raportați eroare |
| 1026.52.01                               | Situl arheologic de la Alba Iulia-str.Mihai Viteazul / ansamblu anonim (Categorie: locuire) (Tip: Așezare)                                                                                     | municipiul Alba Iulia                                | str. Mihai Viteazul, punct str. Mihai Viteazul                         |                                               |                |                                                         | Încărcați imagine | Raportați eroare |
| 1026.52.02                               | Situl arheologic de la Alba Iulia-str.Mihai Viteazul / ansamblu anonim (Categorie: locuire) (Tip: Așezare)                                                                                     | municipiul Alba Iulia                                | str. Mihai Viteazul, punct str. Mihai Viteazul                         | sec. X-XII                                    |                |                                                         | Încărcați imagine | Raportați eroare |
| 1026.52.03                               | Situl arheologic de la Alba Iulia-str.Mihai Viteazul / ansamblu anonim (Categorie: locuire) (Tip: Așezare)                                                                                     | municipiul Alba Iulia                                | str. Mihai Viteazul, punct str. Mihai Viteazul                         | sec. XVI-XVIII                                |                |                                                         | Încărcați imagine | Raportați eroare |
| 1026.53.01                               | Necropola modernă de la Alba Iulia- proprietatea Andrei Dragomir / ansamblu anonim (Categorie: descoperire funerară) (Tip: necropola)                                                          | municipiul Alba Iulia                                | str. Pavlov nr.4, punct proprietatea Andrei Dragomir                   | sec. XVIII-XIX                                |                |                                                         | Încărcați imagine | Raportați eroare |
| 1026.54.01                               | Așezarea romană de la Alba Iulia- proprietatea Maniu Paștiu / ansamblu anonim (Categorie: locuire) (Tip: așezare urbană)                                                                       | municipiul Alba Iulia                                | Str. Regimentul V Vânători, nr. 104 G, punct proprietatea Maniu Paștiu | sec. II-III                                   |                |                                                         | Încărcați imagine | Raportați eroare |
| 1026.55.01                               | Situl arheologic de la Alba Iulia-str. Republicii / ansamblu anonim (Categorie: locuire) (Tip: așezare urbană)                                                                                 | municipiul Alba Iulia                                | str. Republicii, punct str. Republicii                                 | sec. II-III                                   |                |                                                         | Încărcați imagine | Raportați eroare |
| 1026.55.02                               | Situl arheologic de la Alba Iulia-str. Republicii / ansamblu anonim (Categorie: locuire) (Tip: Așezare)                                                                                        | municipiul Alba Iulia                                | str. Republicii, punct str. Republicii                                 |                                               |                |                                                         | Încărcați imagine | Raportați eroare |
| 1026.55.03                               | Situl arheologic de la Alba Iulia-str. Republicii / ansamblu anonim (Categorie: locuire) (Tip: necropola)                                                                                      | municipiul Alba Iulia                                | str. Republicii, punct str. Republicii                                 |                                               |                |                                                         | Încărcați imagine | Raportați eroare |
| 1026.56.01                               | Așezarea romană de la Alba Iulia- proprietatea Ciufudean / ansamblu anonim (Categorie: locuire) (Tip: așezare urbană)                                                                          | municipiul Alba Iulia                                | str. Septimius Severus, punct proprietatea Ciufudean                   | sec. II-III                                   |                |                                                         | Încărcați imagine | Raportați eroare |
| 1222.05.02 (Cod LMI: AB-II-m-A-00172.02) | Ansamblul Bisericii Reformate de la Aiud / ansamblu Beserica reformată calvină (Categorie: construcție de cult) (Tip: biserică)                                                                | municipiul Aiud                                      | Piața Consiliul Europei                                                | sec. XIII - XVI, modif. în sec. XVII și XVIII |                | 46°18′34″N 23°43′03″E / 46.30944°N 23.7175°E            | Încărcați imagine | Raportați eroare |
| 1222.05.01 (Cod LMI: AB-II-m-A-00172.02) | Ansamblul Bisericii Reformate de la Aiud / ansamblu anonim (Categorie: construcție de cult) (Tip: Așezare)                                                                                     | municipiul Aiud                                      | Piața Consiliul Europei                                                | romană sec. II-III                            |                | 46°18′34″N 23°43′03″E / 46.30944°N 23.7175°E            | Încărcați imagine | Raportați eroare |
| 1222.05.03 (Cod LMI: AB-II-m-A-00172.02) | Ansamblul Bisericii Reformate de la Aiud / ansamblu anonim (Categorie: construcție de cult) (Tip: Necropolă)                                                                                   | municipiul Aiud                                      | Piața Consiliul Europei                                                | sec. XV-XVI                                   |                | 46°18′34″N 23°43′03″E / 46.30944°N 23.7175°E            | Încărcați imagine | Raportați eroare |
| 2318.06.01                               | Complexul ecleziastic de la Almașul Mare-La Bisericuță / ansamblu anonim (Categorie: construcție cult) (Tip: constructie)                                                                      | sat Almașu Mare, comuna Almașu Mare                  | La Bisericuță                                                          |                                               |                |                                                         | Încărcați imagine | Raportați eroare |
| 1222.09 (Cod LMI: AB-II-m-A-00171)       | Colegiul Bethlen - Aiud / ansamblu Colegiul Bethlen (Categorie: construcție) (Tip: construcție)                                                                                                | municipiul Aiud                                      | str. Bethlen Gabor nr. 1                                               |                                               |                | 46°18′38″N 23°43′01″E / 46.31055°N 23.71694°E           | Încărcați imagine | Raportați eroare |
| 5595.01.04 (Cod LMI: AB-I-s-B-00010)     | Situl arheologic de la Ampoița - "La Pietre" / ansamblu anonim (Categorie: locuire civilă) (Tip: Așezare)                                                                                      | sat Ampoița, comuna Meteș                            | La Pietre                                                              | geto-dacică                                   | 1940           | 46°08′07″N 23°29′59″E / 46.13528°N 23.49972°E           | Încărcați imagine | Raportați eroare |
| 5595.01.05 (Cod LMI: AB-I-s-B-00010)     | Situl arheologic de la Ampoița - "La Pietre" / ansamblu anonim (Categorie: locuire civilă) (Tip: Așezare)                                                                                      | sat Ampoița, comuna Meteș                            | La Pietre                                                              |                                               | 1940           | 46°08′07″N 23°29′59″E / 46.13528°N 23.49972°E           | Încărcați imagine | Raportați eroare |
| 5595.01.06 (Cod LMI: AB-I-s-B-00010)     | Situl arheologic de la Ampoița - "La Pietre" / ansamblu anonim (Categorie: locuire civilă) (Tip: Așezare)                                                                                      | sat Ampoița, comuna Meteș                            | La Pietre                                                              |                                               | 1940           | 46°08′07″N 23°29′59″E / 46.13528°N 23.49972°E           | Încărcați imagine | Raportați eroare |
| 5595.01.01 (Cod LMI: AB-I-s-B-00010)     | Situl arheologic de la Ampoița - "La Pietre" / ansamblu anonim (Categorie: locuire civilă) (Tip: Așezare)                                                                                      | sat Ampoița, comuna Meteș                            | La Pietre                                                              | Petrești                                      | 1940           | 46°08′07″N 23°29′59″E / 46.13528°N 23.49972°E           | Încărcați imagine | Raportați eroare |
| 5595.01.02 (Cod LMI: AB-I-s-B-00010)     | Situl arheologic de la Ampoița - "La Pietre" / ansamblu anonim (Categorie: locuire civilă) (Tip: Așezare)                                                                                      | sat Ampoița, comuna Meteș                            | La Pietre                                                              | Coțofeni, Herculane-Cheile Turzii             | 1940           | 46°08′07″N 23°29′59″E / 46.13528°N 23.49972°E           | Încărcați imagine | Raportați eroare |
| 5595.01.03 (Cod LMI: AB-I-s-B-00010)     | Situl arheologic de la Ampoița - "La Pietre" / ansamblu anonim (Categorie: locuire civilă) (Tip: Așezare)                                                                                      | sat Ampoița, comuna Meteș                            | La Pietre                                                              | Wietenberg - II                               | 1940           | 46°08′07″N 23°29′59″E / 46.13528°N 23.49972°E           | Încărcați imagine | Raportați eroare |